# Landessportler des Jahres (Rheinland-Pfalz)
Die Wahl zum Sportler des Jahres in Rheinland-Pfalz findet seit 1996, damals noch mit einem Sponsorennamen im Titel, statt. Zur Wahl stehen in den drei Kategorien (Sportlerin, Sportler, Mannschaft) je fünf Kandidaten, die zuvor vom Landessportbund Rheinland-Pfalz und den rheinland-pfälzischen Sportjournalisten nominiert wurden. Die Kandidaten werden anschließend in den Medien veröffentlicht und die Öffentlichkeit kann dann per Postkarte, Telefonanruf oder über die eigens dafür geschaltete Internetseite www.landessportlerwahl.de an der Wahl teilnehmen. Zudem wird seit 2009 der Nachwuchsförderpreis, in dem die besten Nachwuchssportler des Bundeslandes geehrt werden, verliehen sowie seit 2013 der Preis für den Trainer des Jahres.
Die häufigsten Gewinner waren die Bahnradsportlerin Miriam Welte (6×), der Fechter Peter Joppich (5×) und die Fußballer des 1. FC Kaiserslautern (6×).
Die Verleihungen finden seit 2008 im Foyer des SWR-Landesfunkhauses Rheinland-Pfalz in Mainz jeweils im Januar des Folgejahres statt und werden anschließend in der Sportsendung Flutlicht übertragen bzw. die Preisträger interviewt.

## Liste
| Jahr | Sportler | Sportlerin | Mannschaft |
| ---- | --- | --- | --- |
| 2024 | 1. Julian Weber (Speerwurf) 2. Erik Hess (Sportschießen Gehörlosensport) 3. Fabian Vogel (Trampolinspringen)                                                                    | 1. Gesa Felicitas Krause (3000-Meter-Hindernislauf) 2. Sophia Junk (100-Meter-Lauf) 3. Heike Albrecht-Schröder (Tischtennis Gehörlosensport)                                                   | 1. 1. FC Kaiserslautern (Fußball) 2. Gladiators Trier (Basketball) 3. JSV Speyer (Judo) |
| 2023 | 1. Fabian Vogel (Trampolinspringen) 2. Julian Weber (Speerwurf) 3. Gabriel Clemens (Darts)                                                                                      | 1. Ricarda Funk (Kanuslalom) 2. Lisa Marie Schweizer (Gewichtheben) 3. Alessa-Catriona Pröpster (Bahnradsport)                                                                                 | 1. TV Dahn (Rhythmische Sportgymnastik) 2. Urs Breitenberger/Cendric Kaufmann (Tennis Gehörlosensport) 3. ASV Mainz 1888 (Ringen) |
| 2022 | 1. Niklas Kaul (Zehnkampf) 2. Julian Weber (Speerwurf) 3. Oleg Zernikel (Stabhochsprung)                                                                                        | 1. Ricarda Funk (Kanuslalom) 2. Lisa Marie Schweizer (Gewichtheben) 3. Alessa-Catriona Pröpster (Bahnradsport)                                                                                 | 1. 1. FC Kaiserslautern (Fußball) 2. Vierer RV Mainz-Ebersheim (Kunstradfahren) 3. Michelle Uhl/Tobias Bludau (Rock-’n’-Roll-Tanzsport) |
| 2021 | 1. Jason Osborne (Rudern) 2. Denis Kudla (Ringen) 3. Richard Schmidt (Rudern)                                                                                                   | 1. Ricarda Funk (Kanuslalom) 2. Gesa Felicitas Krause (3000-m-Hindernislauf) 3. Christin Hussong (Speerwurf)                                                                                   | 1. VfH Worms (Kunstradfahren) 2. VC Neuwied (Volleyball) 3. AV 03 Speyer (Gewichtheben) |
| 2020 | wegen COVID-19-Pandemie ausgefallen | wegen COVID-19-Pandemie ausgefallen | wegen COVID-19-Pandemie ausgefallen |
| 2019 | 1. Niklas Kaul (Zehnkampf) 2. Pascal Ackermann (Straßenradsport) 3. Jason Osborne (Rudern)                                                                                      | 1. Miriam Welte (Bahnradsport) 2. Gesa Felicitas Krause (3000-m-Hindernislauf) 3. Jacqueline Lölling (Skeleton)                                                                                | 1. Lena Bringsken/Lisa Bringsken (Kunstradfahren) 2. GSV Neuwied (Tennis Gehörlosensport) 3. Die Eulen Ludwigshafen (Handball) |
| 2018 | 1. Mathias Mester (Para-Speerwurf) 2. Pascal Ackermann (Straßenradsport) 3. Jason Osborne (Rudern)                                                                              | 1. Miriam Welte (Bahnradsport) 2. Gesa Felicitas Krause (3000-m-Hindernislauf) 3. Christin Hussong (Speerwurf)                                                                                 | 1. Urs Breitenberger/Hans Tödter (Tennis Gehörlosensport) 2. Team Lotto–Kern Haus (Straßenradsport) 3. TG Nieder-Ingelheim (Aerobic) |
| 2017 | 1. Kai Kazmirek (Zehnkampf) 2. Mathias Mester (Para-Speerwurf) 3. Denis Kudla (Ringen)                                                                                          | 1. Miriam Welte (Bahnradsport) 2. Lisa Ryzih (Stabhochsprung) 3. Ricarda Funk (Kanuslalom) | 1. Julia Thürmer/Nadja Thürmer (Kunstradfahren) 2. JSV Speyer (Judo) 3. Team Lotto–Kern Haus (Straßenradsport) |
| 2016 | 1. Kai Kazmirek (Zehnkampf) 2. Richard Schmidt (Rudern) 3. Boris Stein (Triathlon) 4. Denis Kudla (Ringen) 5. Julian Weber (Speerwurf)                                          | 1. Miriam Welte (Bahnradsport) 2. Christin Hussong (Speerwurf) 3. Lisa Ryzih (Stabhochsprung) 4. Ricarda Funk (Kanuslalom) 5. Jasmin Külbs (Judo)                                              | 1. Julia Thürmer/Nadja Thürmer (Kunstradfahren) 2. BSG Emmelshausen (Sitzvolleyball) 3. Mainz Athletics (Baseball) 4. AV 03 Speyer (Gewichtheben) 5. 1. Mainzer Minigolf Club (Minigolf)                                                                 |
| 2015 | 1. Kai Kazmirek (Zehnkampf) 2. Raphael Holzdeppe (Stabhochsprung) 3. Richard Schmidt (Rudern) 4. Boris Stein (Triathlon) 5. Max Walscheid (Straßenradsport)                     | 1. Ricarda Funk (Kanuslalom) 2. Angela Maurer (Schwimmen) 3. Christin Hussong (Speerwurf) 4. Jasmin Külbs (Judo) 5. Hannelore Brenner (Para-Dressurreiten)                                     | 1. André Bugner/Benedikt Bugner (Kunstradfahren) 2. Jason Osborne/Moritz Moos (Rudern) 3. JSV Speyer (Judo) 4. AV 03 Speyer (Gewichtheben) 5. 1. Mainzer Minigolf Club/Damen (Minigolf)                                                                  |
| 2014 | 1. Kai Kazmirek (Zehnkampf) 2. Mathias Mester (Para-Speerwurf) 3. Richard Schmidt (Rudern) 4. Almir Velagic (Gewichtheben) 5. Denis Kudla (Ringen)                              | 1. Miriam Welte (Bahnrad) 2. Ricarda Funk (Kanuslalom) 3. Lisa Ryzih (Stabhochsprung) 4. Hannelore Brenner (Para-Dressurreiten) 5. Anna-Lena Friedsam (Tennis)                                 | 1. Jason Osborne/Moritz Moos (Rudern) 2. André Bugner/Benedikt Bugner (Kunstradfahren) 3. 1. Mainzer Minigolf Club (Minigolf) 4. JSV Speyer (Judo) 5. TSG Friesenheim (Handball)                                                                         |
| 2013 | 1. Raphael Holzdeppe (Stabhochsprung) 2. Kai Kazmirek (Leichtathletik Mehrkampf) 3. Mathias Mester (Para-Leichtathletik) 4. Richard Schmidt (Rudern) 5. Peter Joppich (Fechten) | 1. Miriam Welte (Bahnradsport) 2. Angela Maurer (Langstreckenschwimmen) 3. Anna Bader (Klippenspringen) 4. Célia Šašić (Fußball) 5. Hannelore Brenner (Para-Dressurreiten)                     | 1. André Bugner/Benedikt Bugner (Kunstradfahren) 2. Jason Osborne/Moritz Moos (Rudern) 3. FSV Kroppach (Tischtennis) 4. ASV Mainz 1888 (Ringen) 5. 1. Mainzer Minigolf Club (Minigolf)                                                                   |
| 2012 | 1. Raphael Holzdeppe (Stabhochsprung) 2. Richard Schmidt (Rudern) 3. Peter Joppich (Fechten) 4. Wojtek Czyz (Para-Leichtathletik) 5. Thomas Schmidberger (Para-Tischtennis)     | 1. Lilli Schwarzkopf (Siebenkampf) 2. Miriam Welte (Bahnradsport) 3. Célia Okoyino da Mbabi (Fußball) 4. Hannelore Brenner (Para-Dressurreiten) 5. Britta Näpel (Para-Dressurreiten)           | 1. Katrin Schultheis/Sandra Sprinkmeier (Kunstradfahren) 2. Vulkan-Ladies Koblenz/Weibern (Handball) 3. Para-Dressurreiterinnen 4. JSV Speyer (Judo) 5. FSV Kroppach (Tischtennis)                                                                       |
| 2011 | 1. Christian Reif (Weitsprung) 2. Richard Schmidt (Rudern) 3. Dirk Passiwan (Rollstuhl-Basketball) 4. Till Wöschler (Speerwurf) 5. Martin Gromowski (Trampolinturnen)           | 1. Sabrina Mockenhaupt (Langstreckenlauf) 2. Angela Maurer (Langstreckenschwimmen) 3. Miriam Welte (Bahnradsport) 4. Hannelore Brenner (Para-Dressurreiten) 5. Stefanie Kern (Minigolf)        | 1. VC Eintracht Mendig (Volleyball) 2. Katrin Schultheis/Sandra Sprinkmeier (Kunstradfahren) 3. AV 03 Speyer (Gewichtheben) 4. FSV Kroppach (Tischtennis) 5. Simone Segatori und Annette Sudol (Tanzen)                                                  |
| 2010 | 1. Christian Reif (Weitsprung) 2. Wojtek Czyz (Para-Leichtathletik) 3. Peter Joppich (Fechten) 4. Sebastian Schmidt (Rudern) 5. Richard Schmidt (Rudern)                        | 1. Lisa Ryzih (Stabhochsprung) 2. Hannelore Brenner (Para-Dressurreiten) 3. Angela Maurer (Langstreckenschwimmen) 4. Anna Dogonadze (Trampolinturnen) 5. Miriam Welte (Bahnradsport)           | 1. TSG Friesenheim (Handball) 2. Para-Dressurreiterinnen (Hannelore Brenner, Britta Näpel u. Angelika Trabert) 3. 1. FSV Mainz 05 (Fußball) 4. 1. FC Kaiserslautern (Fußball) 5. FSV Kroppach (Tischtennis)                                              |
| 2009 | 1. Peter Joppich (Fechten) 2. Raphael Holzdeppe (Stabhochsprung) 3. Sebastian Schmidt (Rudern) 4. Richard Schmidt (Rudern) 5. Patrick Baum (Tischtennis)                        | 1. Marion Wagner (Kurzstreckenlauf) 2. Angela Maurer (Langstreckenschwimmen) 3. Célia Okoyino da Mbabi (Fußball) 4. Wu Jiaduo (Tischtennis) 5. Hannelore Brenner (Para-Dressurreiten)          | 1. Katrin Schultheis/Sandra Sprinkmeier (Kunstradfahren) 2. SG EWR Rheinhessen-Mainz (Schwimmen) 3. Para-Dressurreiterinnen Hannelore Brenner, Britta Näpel und Angelika Trabert 4. 1. FSV Mainz 05, A-Junioren (Fußball) 5. FSV Kroppach (Tischtennis)  |
| 2008 | 1. Peter Joppich (Fechten) 2. Dimitri Colupaev (Schwimmen) 3. Wojtek Czyz (Para-Leichtathletik) 4. Raphael Holzdeppe (Stabhochsprung) 5. Davyd Bichinashvili (Ringen)           | 1. Hannelore Brenner (Para-Dressurreiten) 2. Carolin Hingst (Fußball) 3. Angela Maurer (Langstreckenschwimmen) 4. Célia Okoyino da Mbabi (Fußball) 5. Britta Näpel (Para-Dressurreiten)        | 1. Katrin Schultheis/Sandra Sprinkmeier (Kunstradfahren) 2. Deutsches Paralympic-Team Dressurreiten 3. Thomas Abel / Christian Heß (Radball) 4. FSV Kroppach (Tischtennis) 5. 1. Mainzer Minigolf Club                                                   |
| 2007 | 1. Peter Joppich (Fechten) 2. Dimitri Colupaev (Schwimmen) 3. Christian Reif (Weitsprung) 4. Wojtek Czyz (Para-Leichtathletik) 5. Marco Templin (Minigolf)                      | 1. Sandra Minnert (Fußball) 2. Angela Maurer (Schwimmen) 3. Anna Dogonadze (Trampolinturnen) 4. Miriam Welte (Bahnradsport) 5. Britta Näpel (Para-Dressurreiten)                               | 1. Baseball- und Softballclub Mainz Athletics 2. Katrin Schultheis/Sandra Sprinkmeier (Kunstradfahren) 3. Thomas Abel/Christian Heß (Radball) 4. Deutsche Dressur-Equipe (Para-Dressurreiten) 5. 1. Mainzer Minigolf Club (Minigolf)                     |
| 2006 | 1. Peter Joppich (Fechten) 2. Manuel Friedrich (Fußball) 3. Heribert Ferring (Handbike-Marathon) 4. Christian Hein (Schwimmen) 5. Jens Werrmann (110-m-Hürdenlauf)              | 1. Angela Maurer (Langstreckenschwimmen) 2. Anna Dogonadze (Trampolinturnen) 3. Miriam Welte (Bahnradsport) 4. Nastja Ryjikh (Stabhochsprung) 5. Anita Schätzle (Ringen)                       | 1. TuS Koblenz (Fußball) 2. Katrin Schultheis/Sandra Sprinkmeier (Kunstradfahren) 3. TTC Zugbrücke Grenzau (Tischtennis) 4. Königsbacher SC Koblenz (Fechten) 5. SG EWR Rheinhessen-Mainz (Schwimmen)                                                    |
| 2005 | 1. Benjamin Wittmann (Bahnradsport) 2. Manuel Friedrich (Fußball) 3. Peter Joppich (Fechten) 4. Christian Hein (Schwimmen) 5. Torsten Moses (Sportschießen)                     | 1. Anna Dogonadze (Trampolinturnen) 2. Hannelore Brenner (Para-Dressurreiten) 3. Jessica Simon (Trampolinturnen) 4. Miriam Welte (Bahnradsport) 5. Anita Schätzle (Ringen)                     | 1. Anna Dogonadze/Jessica Simon (Trampolinturnen) 2. Christian Bahmann/Michael Senft (Kanu) 3. VfK Schifferstadt (Ringen) 4. Die Miezen (Handball) 5. Säbelmannschaft des Königsbacher SC Koblenz (Fechten)                                              |
| 2004 | 1. Björn Glasner (Straßenradsport) 2. Sebastian Junk (Para-Judo) 3. Gottfried Müller (Para-Radsport) 4. Thomas Schmidt (Kanurennsport) 5. Franz Boghicev (Fechten)              | 1. Anna Dogonadze (Trampolinturnen) 2. Bianca Vogel (Para-Dressurreiten) 3. Sabrina Mockenhaupt (Langstreckenlauf) 4. Isabell Bachor (Fußball) 5. Lisa Ryzih (Stabhochsprung)                  | 1. 1. FSV Mainz 05 (Fußball) 2. IG Therapeutisches Reiten Rhein-Main (Para-Dressurreiten) 3. VfK Schifferstadt (Ringen) 4. Katrin Schultheis/Sandra Sprinkmeier (RV Mainz-Ebersheim / Kunstradfahren) 5. Christian Bahmann/Michael Senft (Kanurennsport) |
| 2003 | 1. Peter Joppich (Fechten) 2. Alexander Leipold (Ringen) 3. Selcuk Cetin (Para-Tischtennis) 4. Steffen Erlewein (Hockey) 5. Ingo Euler (Rudern)                                 | 1. Martina Müller (Fußball) 2. Hannelore Brenner (Para-Dressurreiten) 3. Joelle Franzmann (Triathlon) 4. Anna Dogonadze (Trampolinturnen) 5. Dorothee Bauer (Sportschießen)                    | 1. DJK/MJC Trier (Handball) 2. VfK Schifferstadt (Ringen) 3. FSV Kroppach (Tischtennis) 4. RSG Koblenz (Parasport) 5. Laubenheimer Reitverein (Voltigieren)                                                                                              |
| 2002 | 1. Miroslav Klose (Fußball) 2. Ronny Weller (Gewichtheben) 3. Gottfried Müller (Para-Radsport) 4. Christian Mayerhöfer (Hockey) 5. Peter Joppich (Fechten)                      | 1. Ulrike Holzner (Bobsport) 2. Hannelore Brenner (Para-Dressurreiten) 3. Dorothee Bauer (Sportschießen) 4. Florence Ekpo-Umoh (Kurzstreckenlauf) 5. Sabrina Mockenhaupt (Langstreckenlauf)    | 1. SV Eintracht Trier 05 (Fußball) 2. FSV Kroppach (Tischtennis) 3. MTV Bad Kreuznach (Trampolinturnen) 4. Rockin Wormel Worms (Tanzsport) 5. Laubenheimer Reitverein (Voltigieren)                                                                      |
| 2001 | 1. Thomas Schmidt (Kanuslalom) 2. Miroslav Klose (Fußball) 3. Gottfried Müller (Para-Radsport) 4. Dennis Bauer (Fechten) 5. Stefan Steinweg (Bahnradsport)                      | 1. Marion Wagner (Kurzstreckenlauf) 2. Anna Dogonadze (Trampolinturnen) 3. Martina Müller (Fußball) 4. Florence Ekpo-Umoh (Kurzstreckenlauf) 5. Ulrike Holzner (Bobsport)                      | 1. 1. FSV Mainz 05 (Fußball) 2. Dürkheimer HC (Hockey) 3. TTC Zugbrücke Grenzau (Tischtennis) 4. HerzogTel Trier (Basketball) 5. Laubenheimer Reitverein (Voltigieren)                                                                                   |
| 2000 | 1. Thomas Schmidt (Kanuslalom) 2. Wiradech Kothny (Fechten) 3. Ronny Weller (Gewichtheben) 4. Jörg Trippen-Hilgers (Para-Leichtathletik) 5. Jan van Eijden (Bahnradsport)       | 1. Heike Drechsler (Weitsprung) 2. Nicole Humbert (Stabhochsprung) 3. Joelle Franzmann (Triathlon) 4. Annika Seibel (Rhythmische Sportgymnastik) 5. Anna Dogonadze-Lilkendey (Trampolinturnen) | 1. TTC Zugbrücke Grenzau (Tischtennis) 2. VfK Schifferstadt (Ringen) 3. Dürkheimer HC (Hockey) 4. TV Baumbach (Kunstturnen) 5. VC Eintracht Mendig (Volleyball)                                                                                          |
| 1999 | 1. Udo Bölts (Straßenradsport) 2. Ronny Weller (Gewichtheben) 3. Alexander Leipold (Ringen) 4. Wiradech Kothny (Fechten) 5. Jan van Eijden (Bahnradsport)                       | 1. Heike Drechsler (Weitsprung) 2. Bianca Vogel (Para-Dressurreiten) 3. Steffi Jones (Fußball) 4. Nicole Humbert (Stabhochsprung) 5. Karin Stephan (Rudern)                                    | 1. 1. FC Kaiserslautern (Fußball) 2. HerzogTel Trier (Basketball) 3. Rockin Wormel Worms (Tanzsport) 4. TTC Zugbrücke Grenzau (Tischtennis) 5. VC Mendig (Volleyball)                                                                                    |
| 1998 | 1. Stefan Roehnert (Rudern) 2. Jürgen Zäck (Triathlon) 3. Martin Horn 4. Ronny Weller (Gewichtheben) 5. Christian Mayerhöfer (Hockey)                                           | 1. Joelle Franzmann (Triathlon) 2. Jie Schöpp (Tischtennis) 3. Jutta Müller (Windsurfen) 4. Nicole Humbert (Stabhochsprung) 5. Kerstin Vöglin (Kunstturnen)                                    | 1. 1. FC Kaiserslautern (Fußball) 2. TVG Basketball Trier (Basketball) 3. SV Winterwerb (Tischtennis) 4. TV Baumbach (Kunstturnen) 5. TTC Zugbrücke Grenzau (Tischtennis)                                                                                |
| 1997 | 1. Udo Bölts (Straßenradsport) 2. Jörg Trippen-Hilgers (Para-Leichtathletik) 3. Jens Schmitt (Kunstradfahren) 4. Jan van Eijden (Bahnradsport) 5. Stefan Roehnert (Rudern)      | 1. Jutta Müller (Windsurfen) 2. Mona Steigauf (Leichtathletik Mehrkampf) 3. Joelle Franzmann (Triathlon) 4. Jie Schöpp (Tischtennis) 5. Christiane Brand (Rudern)                              | 1. 1. FC Kaiserslautern (Fußball) 2. TV Germania Trier 3. SV Eintracht Trier 05 (Fußball) 4. TV Baumbach (Kunstturnen) 5. TTC Zugbrücke Grenzau (Tischtennis)                                                                                            |
| 1996 | 1. Ronny Weller (Gewichtheben) 2. Stefan Dott (Judo) 3. Thomas Kreidel (Para-Tischtennis) 4. Andrei Tivontchik (Stabhochsprung) 5. Arawat Sabejew (Ringen)                      | 1. Alina Astafei (Hochsprung) 2. Mona Steigauf (Leichtathletik Mehrkampf) 3. Tanja Benedetto (Voltigieren) 4. Jie Schöpp (Tischtennis) 5. Nastja Ryjikh (Stabhochsprung)                       | 1. 1. FC Kaiserslautern (Fußball) 2. VC Mendig (Volleyball) 3. RKV Bad Kreuznach (Kanuslalom) 4. Dürkheimer HC (Hockey) 5. MTV Bad Kreuznach (Trampolinturnen)                                                                                           |

## Nachwuchsförderpreis
| Jahr | Sportler                                | Sportlerin                              |
| ---- | --------------------------------------- | --------------------------------------- |
| 2022 | Luca Spiegel (Bahnradsport)             | Jette Simon (Bahnradsport)              |
| 2021 | Luca Spiegel (Bahnradsport)             | Paulina Pirro (Kanuslalom)              |
| 2019 | Tom Clemens (BMX)                       | Katharina Albers (Bahnradsport)         |
| 2018 | Manuel Wagner (Zehnkampf)               | Alessa-Catriona Pröpster (Bahnradsport) |
| 2017 | Niklas Kaul (Zehnkampf)                 | Sophia Junk (Sprint)                    |
| 2016 | Niklas Märkl (Straßenradsport)          | Amelie Föllinger (Turnen)               |
| 2015 | Niklas Kaul (Zehnkampf)                 | Lena Reuß (Rudern)                      |
| 2014 | Oleg Zernikel (Stabhochsprung)          | Lisa Klein (Bahn- u. Straßenradsport)   |
| 2013 | Lukas Baum (Mountainbike-Cross Country) | Celina Leffler (Siebenkampf)            |
| 2012 | Kevin Wedel (Schwimmen)                 | Maike Hausberger (Para-Leichtathletik)  |
| 2011 | Denis Kudla (Ringen)                    | Christin Hussong (Speerwurf)            |
| 2010 | Till Wöschler (Speerwurf)               | Ricarda Funk (Kanuslalom)               |
| 2009 | Kai Kazmirek (Zehnkampf)                | Anna-Lena Friedsam (Tennis)             |

## Trainer des Jahres
| Jahr | Trainer/-in                                |
| ---- | ------------------------------------------ |
| 2022 | Frank Ziegler (Bahnradsport)               |
| 2021 | Peter Jacqué (Wasserball)                  |
| 2019 | Stefanie und Michael Kaul (Leichtathletik) |
| 2018 | Udo Hussong (Leichtathletik)               |
| 2017 | Benjamin Matschke (Handball)               |
| 2016 | Stefanie und Michael Kaul (Leichtathletik) |
| 2015 | Robert Sens (Rudern)                       |
| 2014 | Jörg Roos (Leichtathletik)                 |
| 2013 | Frank Ziegler (Bahnradsport)               |